# Bertrand Pelletier

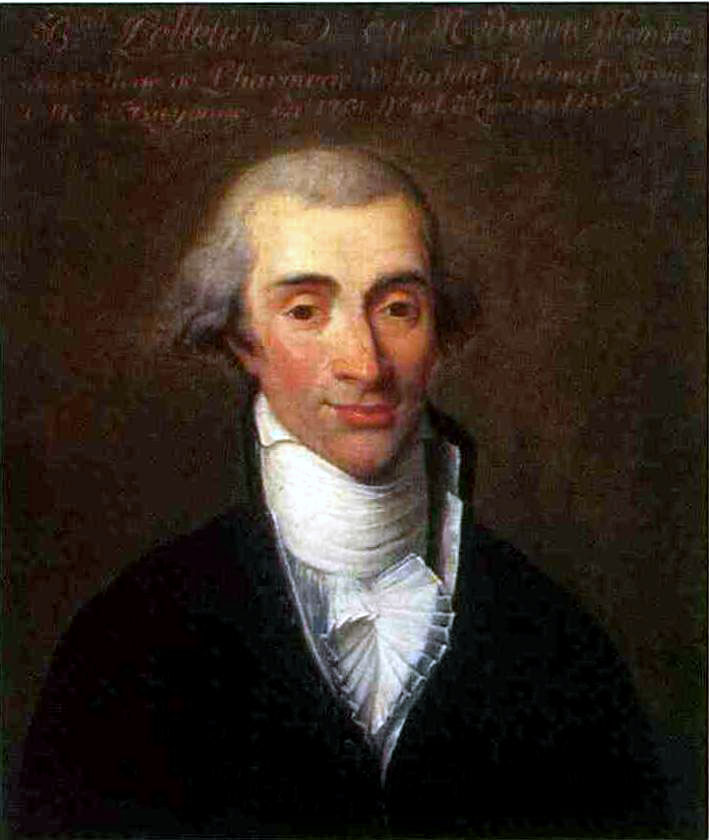
Bertrand Pelletier

Bertrand Pelletier (* 31. Juli 1761 in Bayonne; † 21. Juli 1797 in Paris) war ein französischer Chemiker. Er ist der Vater von Pierre-Joseph Pelletier.

## Leben und Wirken
Bertrand Pelletier war der Sohn seines gleichnamigen Vaters, dem Apotheker Bertrand Pelletier, und dessen Frau Marie Sabatier. Nach einer Ausbildung bei seinem Vater, die bis 1778 dauerte, setzte er seine Lehre bei Bernard Coubet in Paris fort. Dort freundete sich Pelletier mit Jean d’Arcet (1725–1801) und Pierre Bayen (1725–1798) an. 1782 wurde er d’Arcets Assistent und Demonstrator am Collège de France. Im gleichen Jahr erschien in François Roziers Journal d’observations sur la Physique, l’Histoire naturelle et sur les Arts et Métiers seine erste Veröffentlichung über die Präparation und die Eigenschaften von Arsensäure.
Auf Empfehlung von d’Arcet stellte ihn die Witwe von Hilaire-Marin Rouelle 1783 als Geschäftsführer der Apotheke in der Rue Jacob ein. Im darauffolgenden Jahr wurde Pelletier Apothekermeister, heiratete Marguerite Sedillot und kaufte die Rouelle-Apotheke. Ab 1783 war Pelletier als Student an der Pariser Medizinischen Fakultät eingeschrieben, machte dort jedoch keinen Abschluss.
1784 stellte Pelletier auf Vorschlag des Kristallografen Jean-Baptiste Romé de L’Isle durch langsames Verdunsten und Animpfen Kristalle stark löslicher Salze her. Ein Jahr später bestätigte er Carl Wilhelm Scheeles Entdeckung, dass Chlor aus Salzsäure und Mangandioxid hergestellt werden kann. Wie Claude-Louis Berthollet gelangte Pelletier zu der falschen Schlussfolgerung, dass das entstehende Gas eine Verbindung aus Salzsäure und Sauerstoff sei. Pelletier war ein Anhänger von Carl Wilhelm Scheeles Phlogistontheorie und folgte den moderneren Ansätzen Antoine Laurent de Lavoisiers erst nach 1787. Von 1785 bis 1792 erforschte er eingehend den Phosphor. Es gelang ihm zum ersten Mal die Darstellung der Phosphide zahlreicher Metalle. Als er 1790 und 1791 in Phosphoriten aus Estremadura (Spanien) und Marmarosch (Ungarn) durch Erwärmen mit Säure Flusssäure freisetzen konnte, deren chemische Identität damals noch unbekannt war, formulierte er die Hypothese, dass sie sich aus der Phosphorsäure der Phosphate durch eine irgendwie geartete Umwandlung (Transmutation) bilde. Folglich müsste Flusssäure auch in den phosphathaltigen Hartgeweben zu finden sein. So veranlasste die Transmutationshypothese 1803 den italienischen Chemiker Domenico Morichini, auch in einem fossilen Backenzahn, den er analysierte, gezielt nach (gebundener) Flusssäure zu suchen. Ihm gelang damit – letztlich inspiriert durch Pelletier – der erste Fluoridnachweis in einem Zahn.
Während der Französischen Revolution war Pelletier Mitglied des Bureau de Consultation des Arts et Metiers und der Commission Temporaire des Arts. 1790 unternahm er zwei Reisen nach Reims, wo er die Prüfungen als Doktor der Medizin bestand. 1792 wurde Pelletier in die Académie des sciences gewählt. 1794 wurde er zum Assistenzprofessor an die neu gegründete École polytechnique berufen und 1795 zum Mitglied des Institut de France gewählt, wo er Louis Bernard Guyton de Morveau bei dessen Kurs über Mineralchemie unterstützte.

## Schriften (Auswahl)

### Zeitschriftenbeiträge
- Observations sur l’acide arsenical. In: Observations sur la Physique, sur l’Histoire Naturelle et sur les Arts. Band 19, 1782, S. 127–136 (online).
- Observations sur la Crystallisation artificielle du Soufre & du cinabre. In: Observations sur la Physique, sur l’Histoire Naturelle et sur les Arts. Band 19, 1782, S. 311–314 (online).
- Sur des Phénomènes observés dans la Chaux vive, dans la préparation de l’Acide phosphorique, & sur la décomposition du Phosphore par l'acide arsenical. In: Observations sur la Physique, sur l’Histoire Naturelle et sur les Arts. Band 19, 1782, S. 463–465 (online).
- Examen chymique. D’une Substance pierreuse, venant des mines de Fribourg en Brisgaw, désignée par les Naturalistes sous le nom de Zéolite; précédé de l’analyse de la Zéolite de Feroé. In: Observations sur la Physique, sur l’Histoire Naturelle et sur les Arts. Band 20, 1782, S. 402– (online).
- Mémoire sur la cristallisation des Sels déliquescens, avec des observations sur les Sels en général. In: Observations sur la Physique, sur l’Histoire Naturelle et sur les Arts. Band 25, 1784, S. 205–219 (online).
- Lettre [de Pelletier] à M. Mongez le jeune, sur les schorls violets des Pyrénées. In: Observations sur la Physique, sur l’Histoire Naturelle et sur les Arts. Band 26, 1785, S. 66–67 (online).
- Observations diverses. Sur l’acide marin dephlogistiqué, relatives à l’absorption de l’air dephlogistiqué par l’acide marin. In: Observations sur la Physique, sur l’Histoire Naturelle et sur les Arts. Band 26, 1785, S. 389–397 (online).
- Suite des Observations. Sur l’acide marin dephlogistiqué . In: Observations sur la Physique, sur l’Histoire Naturelle et sur les Arts. Band 26, 1785, S. 452–455 (online).
- Nouvelles observations sur la formation des Éthers. In: Observations sur la Physique, sur l’Histoire Naturelle et sur les Arts. Band 26, 1785, S. 455–460 (online).
- Observations résultantes de l’opération du phosphore faite en grand. In: Observations sur la Physique, sur l’Histoire Naturelle et sur les Arts. Band 27, 1785, S. 26–32 (online).
- Extrait d’un Mémoire. Sur l’analyse de la plombagine et de la molybdène. In: Observations sur la Physique, sur l’Histoire Naturelle et sur les Arts. Band 27, 1785, S. 343–362 (online).
- Suite du Mémoire. Sur l’analyse de la plombagine et de la molybdène. Senconde Partie. De la molybdène. In: Observations sur la Physique, sur l’Histoire Naturelle et sur les Arts. Band 27, 1785, S. 434–447 (online)
- Extrait d’un Mémoire. Sur l’Ether acéteux, & sur un Sel particulier d’une nature analogue aux acides végétaux, ou Sels essentiels acides.  In: Observations sur la Physique, sur l’Histoire Naturelle et sur les Arts. Band 28, 1786, S. 138–143 (online)
- Lettre [de Pelletier] à M. de La Metherie sur la rectification de l’Éther vitriolique, particulièrement de celui que l’on emploie pour les Arts. In: Observations sur la Physique, sur l’Histoire Naturelle et sur les Arts. Band 31, 1787, S. 178–179 (online).
- Lettre [de Pelletier] à MM. les rédacteurs du Journal de Physique, sur la molybdène d’Altemberg en Saxe. In: Observations sur la Physique, sur l’Histoire Naturelle et sur les Arts. Band 34, 1789, S. 127–129 (online).
- Extrait d’un seconde Mémoire sur le phosphore, Dans lequel il est traité de sa combinaison directe avec les Substances métalliques. In: Observations sur la Physique, sur l’Histoire Naturelle et sur les Arts. Band 34, 1789, S. 193–201 (online).
- Extrait d’un Travail. Sur le Phosphore, dans lequel il est traité de sa combinaison avec le Soufre, &c. In: Observations sur la Physique, sur l’Histoire Naturelle et sur les Arts. Band 35, 1790, S. 378–384 (online).
- Observations sur plusieurs propriétés du muriate d'étain. In: Observations sur la Physique, sur l’Histoire Naturelle et sur les Arts. Band 40, 1792, S. 307–313 (online).
- Extrait d’un Mémoire. Sur les cendres bleues. In: Observations sur la Physique, sur l’Histoire Naturelle et sur les Arts. Band 40, 1792, S. 320 (online).

- Expériences sur le phosphate calcaire d’Estremadure. In: Annales de Chimie. Band 7, 1790, S. 79–96 – mit Louis Donadei
- Moyen. Dont on peut faire usage, pour distinguer plusieurs mines de plomb spathiques, ou à l’état terreux, des sulfates de baryte, ou spaths pesans, avec lesquels on les confond quelquefois, proposé. In: Annales de Chimie. Band 9, 1791, S. 56–58 (online).
- Analyse de la terre phosphorique de Kobolo–Bojana, Près de Sigeth, dans le Comitat de Marmarosch, en Hongrie. In: Annales de Chimie. Band 9, 1791, S. 225–234 (online).
- Observations sur l’affinage du métal des cloches. In: Annales de Chimie. Band 10, 1791, S. 155–161 (online).
- Analyse du Carbonate de Barite natif des mines de Zmeof, dans les monts Altaï, entre l’Ob et l’Irtiche, en Sibérie. In: Annales de Chimie. Band 10, 1791, S. 186–189 (online).
- Examen chimique des cendres bleues, et Procédé pour les préparer. In: Annales de Chimie. Band 13, 1792, S. 47–66 (online).
- Quatrième Mémoire sur le phosphore, faisant suite aux expériences sur la combinaison du phosphore avec les substances métalliques. In: Annales de Chimie. Band 13, 1792, S. 113–121 (online).
- Cinquième Mémoire sur le phosphore, faisant suite aux combinaisons du phosphore avec les substances métalliques. In: Annales de Chimie. Band 13, 1792, S. 121–143 (online).
- Rapport. Fait au Bureau de Consultation, sur la Colle–forte des os proposée par M. Grenet. In: Annales de Chimie. Band 13, 1792, S. 192–212 (online). – mit Parmentier
- Sur la combinaison de l’étain avec le soufre. In: Annales de Chimie. Band 13, 1792, S. 280–311 (online)
- Rapport. Faitau Bureau de Consultation, sur les moyens proposés par M. Jeanety pour travailler le Platine. In: Annales de Chimie. Band 14, 1792, S. 20–33 (online). – mit Berthollet
- Mémoire Sur les préparations des acides phosphorique et phosphoreux. Observations sur le phosphate de soude. In: Annales de Chimie. Band 14, 1792, S. 113–122 (online).
- Analyse du Carbonate de Potasse, & Observations sur ce Sel. In: Annales de Chimie. Band 15, 1792, S. 23–37 (online)
- Extrait d’un Rapport sur les essais faits à Romilli, pour opéret en grandi l’affinage du metal des cloches, afin d'en séparer le cuivre. In: Annales de Chimie. Band 20, 1797, S. 1–14 (online). d'Arcet
- Analyse de la terre de Houssage provenant de la decomposition de la pierre calcaire forte, des grottes du Pulo de Molfetta, en Pouille, envoyée au Cabinet minéralogique de l’hôtel de la Monnaie, en 1781, par le ministre de Naples. In: Annales de Chimie. Band 23, 1797, S. 33–35 (online).

- Observations sur diverses préparations barytiques. In: Recueil périodique de la Société de Médecine. Band 2, 1797, S. 48–52 (online).
- Note sur la présence de la strontiane dans le sulfate de baryte. In: Bulletin des Sciences, par las Société Ühilomatique. Band 1, 1797, S. 37 (online).
- Procédé pour dissoudre la gomme élastique dans l'éther sulfurique. In: Mémoires de l'Institut National des Sciences et Arts. Band 1, Paris 1798, S. 56–57 (online).
- Observation sur la strontiane. In: Mémoires de l'Institut National des Sciences et Arts. Band 1, Paris 1798, S. 58–74 (online).
- Extrait d’un Rapport Sur un alliage métallique envoyé par la commission des finances du Corps législatifs pour en faire l'examen. In: Mémoires de l’Institut National des Sciences et Arts. Band 3, Paris 179?, S. 43–44 (online).

### Bücher
- Description de divers procédés pour extraire la soude du sel marin. Paris 1794? (online).
- Instruction sur l’art de séparer le cuivre du métal des cloches. Paris 1794? (online). – mit d'Arcet
- Charles Pelletier (Hrsg.): Memoires et observations de chimie de Bertrand Pelletier. 2 Bände, Croullebois, Paris 1798 (Band 1, Band 2).

## Nachweise
- Paul Dorveaux: Apothicaires membres de l’Académie des Sciences: XIII. Bertrand Pelletier. In: Revue d’histoire de la pharmacie. Band 25, Nummer 97, 1937, S. 5–24 (online).
- W. A. Smeaton: Pelletier, Bertrand. In: Complete Dictionary of Scientific Biography. Band 10, Charles Scribner’s Sons, Detroit 2008, S. 496–497 (online).